# 5.º Batalhão de Paraquedistas Vietnamitas
O 5º Batalhão de Pára-quedistas Vietnamita (Fr: 5e bataillon de parachutistes vietnamiens, conhecido como 5e Bawouan) foi um batalhão de paraquedistas franco-vietnamita formado em Hanói, na Indochina Francesa, em 1º de setembro de 1953.

## Histórico operacional
O 5º Batalhão Pára-quedista Vietnamita (5e BPVN) foi um dos cinco batalhões de pára-quedistas vietnamitas criados pelo Exército Francês entre 1951 e 1954 - junto dos 1º, 3º, 6º e 7º BPVN - como parte da política do General Jean de Lattre de Tassigny de estabelecer um Exército Vietnamita. Seu quadro foi retirado das 3ª e 23ª companhias Indochinesas do 3º Batalhão Colonial de Comandos Pára-quedistas (3e BCCP).
O batalhão participou da Operação Brochet (setembro-outubro de 1953), da Operação Castor (novembro de 1953) e da Batalha de Dien Bien Phu, sendo lançado no campo entrincheirado em 14 de março de 1954.

## Comandantes
- Capitaine Jacques Bouvery (setembro de 1953 - dezembro de 1953)
- Capitaine André Botella (dezembro de 1953 - maio de 1954)
- Capitaine Tholy (junho de 1954 - julho de 1954)
- Capitaine Lesaux (julho de 1954)